# サヨナラ (GAOの曲)
「サヨナラ」は、1992年4月21日に発売されたGAOの2枚目のシングル。

## 概要
- 表題曲はドラマ『素敵にダマして!』（日本テレビ）主題歌に起用され、オリコン調べで累計123.6万枚を売り上げミリオンセラーを達成。
1992年の『第43回NHK紅白歌合戦』にも出場した。

## 収録曲
全作詞：GAO
1. サヨナラ
  - 作曲：階一喜 編曲：山内薫, 井上徳雄, GAO
2. For Every Good Friends(J.C.Version)
  - 作曲：GAO, 中村ひろゆき, 西木戸文子 編曲：井上徳雄, Tamegoro

## タイアップ
- 日本テレビ系ドラマ『素敵にダマして!』主題歌（#1）
- 日本テレビ系『NNNニュースプラス1』エンディング（#1）
- 第一興商「DAM」CMソング（#1）

## カバー
サヨナラ
- THE RANKIN FILE PROJECT（1992年、アルバム『ENGLISH COVERVERSION IN HIT POPS NEW SONGS 1』CFB-601）
- MOOMIN（2006年、アルバム『Adapt』）
- 佐藤竹善（2007年10月、シングル）
- かの香織（2007年、オムニバスアルバム『Voice Colors 〜あなたといたころ〜』）
- Mi（2008年、アルバム『I Love Music〜Mi Best Collection〜』）
- 石田ミホコ（2008年、配信シングル）
- Ms.OOJA（2012年シングル『My way』）
- 柴咲コウ（2016年、カバーアルバム『続こううたう』[1]）